# Francis Ouimet
Francis DeSales Ouimet (Brookline, 8 maggio 1893 – Newton, 3 settembre 1967) è stato un golfista statunitense.
È largamente conosciuto per aver vinto lo U.S. Open nel 1913 e per essere stato il primo americano della storia ad essere eletto capitano del Royal and Ancient Golf Club of St. Andrews. È stato anche inserito nella hall of fame del golf mondiale nel 1974.

## Biografia
Ouimet nasce da Arthur e Mary Ouimet a Brookline, Massachusetts. Suo padre era un immigrato franco-canadese, la madre un'immigrata irlandese. Quando Francis aveva 4 anni, la sua famiglia comprò una casa in Clyde Street, direttamente davanti alla buca 17 del Country Club di Brookline. La famiglia Ouimet versava in condizioni di relativa povertà e si trovava al livello più basso della scala sociale, non esattamente lo status dei giocatori di golf dell'epoca: per quanto fosse già uno sport piuttosto seguito, la pratica del golf rimaneva appannaggio di pochi facoltosi. Ouimet mostrò già in tenera età un grande interesse per il golf tanto che, all'età di 9 anni, iniziò a fare da caddie nel Country Club antistante casa. Usando i ferri del fratello e le palline trovate sul percorso, Francis imparò a giocare a golf da autodidatta, mostrando una notevole predisposizione naturale.
Ben presto il suo gioco cominciò a catturare l'attenzione di altri giocatori e caddie del Club e in breve Francis Ouimet divenne il più forte giocatore ai campionati scolastici statali. Durante il primo anno di liceo, suo padre lo mise sotto pressione affinché lasciasse il golf e si dedicasse ad attività che gli garantissero un salario. Lavorò come operaio in un negozio di tessuti prima di trovare lavoro in un negozio di attrezzature sportive, gestito dal futuro campione di baseball George Wright.
Nel 1918 sposò Stella M. Sullivan, da cui ha avuto due figlie: Jane Salvi e Barbara McLean.

## Carriera

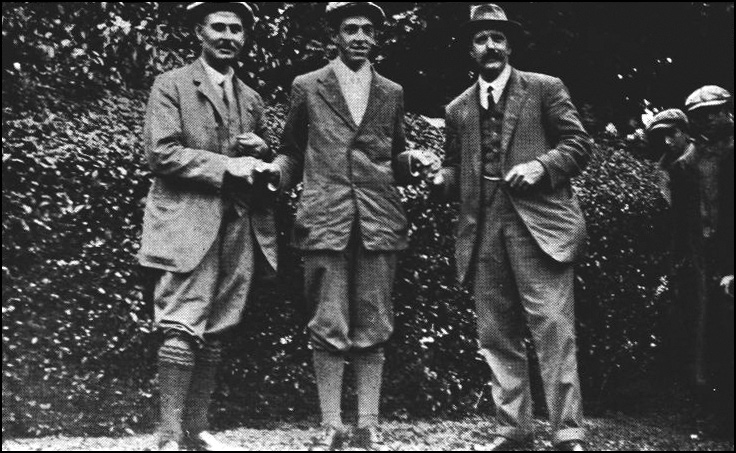
Francis Ouimet (al centro) nel 1913, con Harry Vardon (a sinistra) e Ted Ray.

Nel 1913, all'età di 20 anni, Ouimet vinse il Massachusetts amateur, il suo primo titolo significativo (che vinse altre 5 volte durante la sua carriera). Lo stesso anno, il Presidente della United States Golf Association, Robert Watson, gli chiese di partecipare al più importante campionato nazionale, lo U.S Open, che venne giocato sul percorso che Ouimet conosceva meglio: Il Country Club di Brookline. Durante la gara, si impose contro avversari del calibro di Harry Vardon e Ted Ray, vincendo dopo 18 buche di playoff proprio contro i due grandi campioni inglesi. La sua incredibile vittoria fu vista come un incredibile stravolgimento ai danni dei suoi avversari, considerati allora i più grandi giocatori viventi. Divenne il primo amateur della storia a vincere lo U.S Open, e la notizia fece già allora così scalpore che conquistò le prime pagine delle testate giornalistiche nazionali. Ouimet vinse 2 volte lo U.S Amateur Championship, nel 1914 e nel 1931. Giocò anche 8 edizioni della Walker Cup, e fu Capitano per le 4 edizioni successive con un record di squadra di 11-1.
Nel 1951 divenne il primo americano eletto Capitano del Royal and Ancient Golf Club of St. Andrews, e nel 1955 gli venne assegnato il Bob Jones Award, la più grande onorificenza rilasciata dalla U.S Golf Association, come riconoscimento per la sua brillante e duratura sportività nel golf. Ouimet è stato negli anni menzionato in molte delle più grandi Hall of Fame del golf e gli è stata intitolata una sala nel USGA Museum.
Il più grande desiderio di Ouimet rimase però sempre quello di rimanere amateur per tutta la sua carriera: aveva già deciso che sarebbe diventato un uomo d'affari, non un giocatore professionista di golf, prima del suo successo allo U.S Open del 1913. Tuttavia, nel 1916 la USGA, in una delle decisioni più controverse della sua storia, strappò Ouimet dal suo status di amateur. La motivazione ufficiale è che la USGA volesse sfruttare il successo e la celebrità di Ouimet per incrementare il business intorno al mondo del golf. Questo accadeva proprio quando, per regole di federazione, ai caddies non era permesso lavorare oltre i 16 anni di età, a meno che non passassero loro stessi al professionismo. La decisione non venne presa bene dai fan e dai supporter di Ouimet.
Nel 1918 Ouimet si arruolò per l'esercito americano e la USGA reintegrò immediatamente il ruolo di amateur a Ouimet. Francis vincerà il suo secondo U.S Amateur Championship 13 anni dopo, nel 1931. Non mostrò mai rancore per la Federazione, ma prestò bensì servizio presso diversi comitati e giurie sportive nel corso degli anni. Ouimet fu anche un membro del Charles River Country Club, a Newton Center, Massachusetts, e del Woodland Golf Club di Auburndale, sempre in Massachusetts.

## Tornei vinti (27)
- 1909 Boston Interscholastic

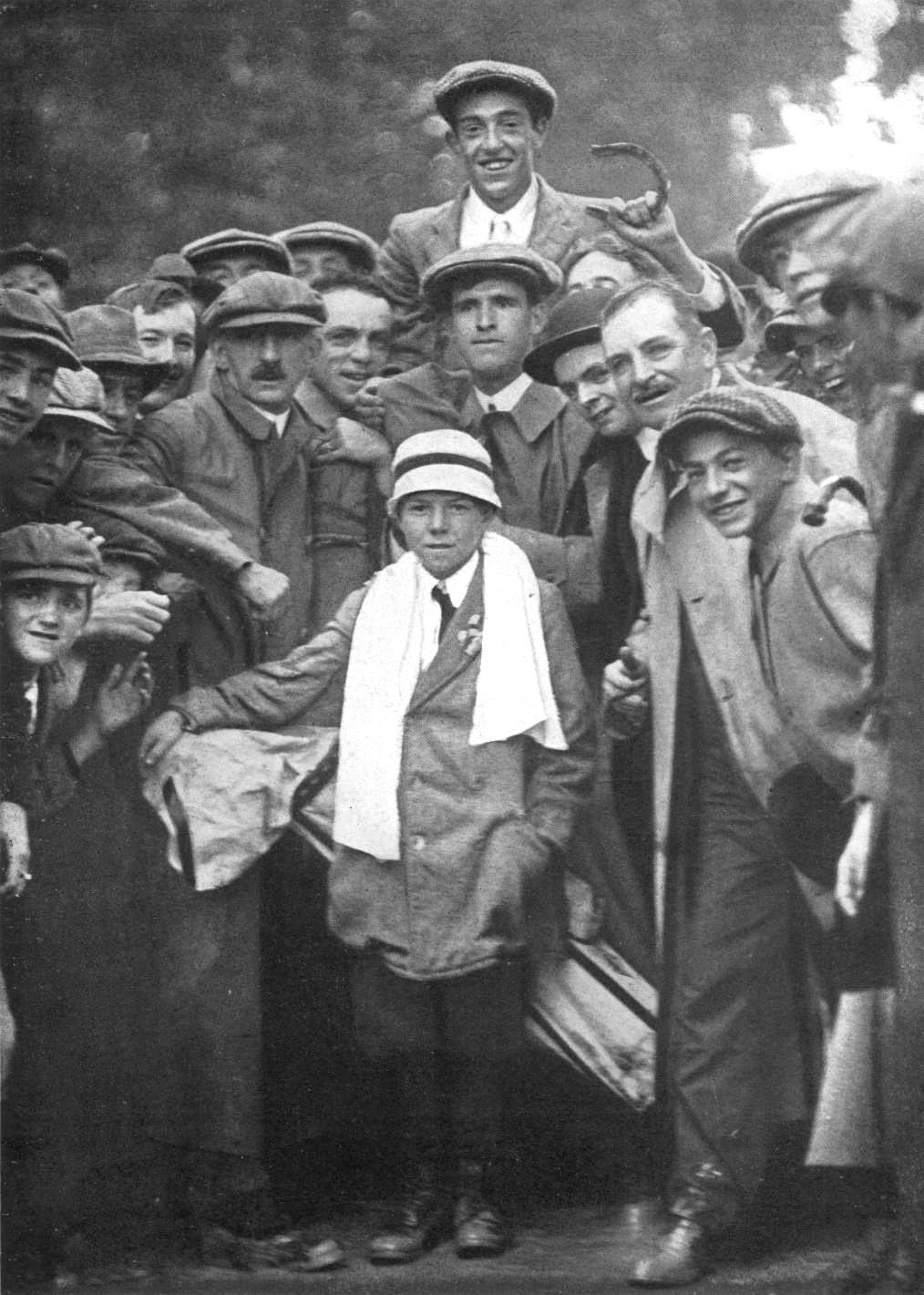
Francis Ouimet dopo aver vinto gli US Open del 1913. Nella fotografia è presente anche Eddie Lowery, il suo caddie di 10 anni d'età, riconoscibile dalla sciarpa bianca.

- 1910 Boston Interscholastic, Woodland Golf Club Open
- 1911 Woodland Golf Club Open
- 1912 The Country Club Cup, Allston Golf Club Open Championship
- 1913 U.S. Open, Massachusetts Amateur, Meadow Brook Golf Club Open
- 1914 U.S. Amateur, Massachusetts Amateur, French Amateur
- 1915 Massachusetts Amateur, Baltimore Country Club Spring Invitational
- 1917 Western Amateur
- 1919 Massachusetts Amateur
- 1920 North and South Amateur
- 1922 Massachusetts Amateur, Houston Invitational
- 1923 St. George's Challenge
- 1924 Crump Memorial
- 1925 Massachusetts Amateur, Gold Mashie Tournament, Bermuda Handicap Tourney at Riddle's Bay
- 1927 Crump Memorial
- 1931 U.S. Amateur
- 1932 Massachusetts Open
- 1934 Boston Open

Professionisti e dilettanti major mostrati in grassetto.

## Tornei Major (3)

### Vittorie professionali (1)
| Anno | Campionato | 54 buche        | Punteggio di vittoria | Margine   | Secondo               |
| ---- | ---------- | --------------- | --------------------- | --------- | --------------------- |
| 1913 | U.S. Open  | pari dal leader | +12 (77-74-74-79=304) | Playoff 1 | Harry Vardon, Ted Ray |

1 Vardon e Ray sconfitti in un playoff a 18 buche: Ouimet 72 (−1), Vardon 77 (+4), Ray 78 (+5)

### Vittorie da amatore (2)
| Anno | Campionato   | Punteggio di vittoria | Secondo        |
| ---- | ------------ | --------------------- | -------------- |
| 1914 | U.S. Amateur | 6 & 5                 | Jerome Travers |
| 1931 | U.S. Amateur | 6 & 5                 | Jack Westland  |

## Francis Ouimet nella cultura di massa
Dalla biografia di Francis Ouimet sono stati tratti il romanzo The Greatest Game Ever Played  di Mark Frost ed il film Il più bel gioco della mia vita (2005) di Bill Paxton, che descrivono le vicende correlate alla partecipazione agli US Open del 1913.